# Karangasso-Vigué (departamento)
Karangasso-Vigué é um departamento ou comuna da província de Houet no Burkina Faso. A sua capital é Karangasso-Vigué.
Em 1 de julho de 2018 tinha uma população estimada em 114702 habitantes.